# AXN Spin
AXN Spin ist ein polnischer Fernsehsender von Sony Pictures Entertainment, welcher am 11. Januar 2012 startete. Inhaltlich richtet sich der Sender an das jüngere Publikum, mit Serien, Reality-Formaten und Spielfilmen. Das Programm wird täglich zwischen 7:15h und 5:00h gesendet.

## Empfang
Empfangbar ist der Sender seit Sendestart per Satellit beim Anbieter Cyfra+, jedoch nur in HD-Qualität. Seit dem 1. Februar 2012 ist der Sender auch bei Cyfrowy Polsat empfangbar, jedoch wie bei Cyfra+ nur in HD. Die SD-Variante des Senders wird nur per Kabel in den Netzen von UPC Polska und TOYA seit dem 1. Juni 2012 verbreitet.

## Programme

### Reality-Programme
- American Idol
- Criss Angel Mindfreak
- Islanders - Sziget 2011
- Japońska Szkoła Przetrwania (I Survived a Japanese Game Show)
- Ranking Niezniszczalnych (Unbeatable Banzuke)
- Zdążyć przed śmiercią (Buried Life)

### Serien
- Słodkie kłamstewka (Pretty Little Liars)
- Teen Wolf: Nastoletni Wilkołak (Teen Wolf)
- Rzeka (The River)
- Zakochana złośnica (10 Dinge, die ich an dir hasse)
- Doktor Who (Doctor Who)
- Tajemnice Smallville (Smallville)
- Druga szansa (Life Unexpected)
- Largo (Largo Winch)
- Look (LOOK: The Series)
- Ponad falą (Beyond the Break)
- Przygody Merlina (Merlin – Die neuen Abenteuer)
- Siły pierwotne (Primeval – Rückkehr der Urzeitmonster)
- Statek (El Barco)
- Trinity
- Nikita